# Zelig (film)
Zelig è un film del 1983 scritto, diretto e interpretato da Woody Allen.
Considerata uno dei maggiori esempi di trasformismo nell'ambito dello spettacolo, la pellicola è una parodia idiosincratica di un documentario su un personaggio degli anni Venti-Trenta. Sebbene il documentario dia tutta l'aria di essere ispirato a fatti realmente accaduti, in realtà la storia è inventata e i personaggi fittizi.

## Trama
1928: l'uomo del momento è Leonard Zelig, vittima di un'ignota malattia che si manifesta nella trasformazione psicosomatica dei tratti in conseguenza del contesto in cui l'individuo si trova. Ricoverato in ospedale, Zelig, che in lingua yiddish significa "benedetto", viene seguito da Eudora Fletcher, una psichiatra che cerca di scoprire le radici dello strano fenomeno nell'inconscio del paziente. Il "camaleontismo" di Zelig si trasforma in una moda.
Leonard viene affidato alla sorellastra, che cerca di trasformarlo in un fenomeno da baraccone. La dottoressa Fletcher tenta di proteggere Leonard e se ne innamora. I due decidono di sposarsi, ma Zelig, turbato dagli scandali montati dalla stampa, fugge in Europa. Eudora lo ritrova a Monaco di Baviera: Leonard è alle spalle di Hitler durante un'adunata nazista. Fuggiti dalla Germania, Leonard ed Eudora vengono accolti trionfalmente in patria.

## Tematica
Il Leonard Zelig di Allen è «un uomo che non ha un sé né una personalità. Egli è letteralmente l'immagine proiettata degli altri, uno specchio che restituisce alle persone la propria immagine. [...] Bruno Bettelheim (presente nel film nel ruolo di se stesso) fornisce il seguente commento: "Se Zelig fosse psicotico o solo estremamente nevrotico, era un problema che noi medici discutevamo in continuazione. Personalmente mi sembrava che i suoi stati d'animo non fossero poi così diversi dalla norma, forse quelli di una persona normale, ben equilibrata e inserita, solo portata all'eccesso estremo. Mi pareva che in fondo si potesse considerare il conformista per antonomasia"».
È in questa accezione di personalità adattivamente camaleontica, di trasformismo identitario dipendente dal contesto ambientale, che è stata coniata in psichiatria la sindrome di Zelig (Zelig Syndrome o Zelig-like Syndrome).

## Produzione
Zelig e Una commedia sexy in una notte di mezza estate furono girati contemporaneamente. Per rendere il film più autentico venne usato un equipaggiamento degli anni Venti. Allen utilizzò riprese di cinegiornali d'epoca, e vi inserì se stesso e altri attori, utilizzando la tecnologia bluescreen. Per conferire autenticità alle sue scene, Allen e il direttore della fotografia Gordon Willis utilizzarono varie tecniche, Tra queste, l'individuazione di alcune delle cineprese e degli obiettivi antichi utilizzati durante le epoche rappresentate nel film e la simulazione di danni, come pieghe e graffi, sui negativi per rendere il prodotto finito più simile a un filmato d'epoca. Tutto l'audio di produzione fu registrato con microfoni a carbone antichi. La fusione praticamente perfetta di filmati vecchi e nuovi è stata ottenuta quasi un decennio prima che la tecnologia cinematografica digitale rendesse tali tecniche molto più facili da realizzare, come si vede in film come Forrest Gump (1994) e in vari spot pubblicitari televisivi.
Il film vede alcuni cameo da parte di personaggi reali del mondo accademico e di altri campi come effetto comico. In contrasto con le riprese d'epoca in bianco e nero del film, questi personaggi appaiono in segmenti a colori nei panni di se stessi, commentando il fenomeno Zelig al giorno d'oggi come se fosse realmente accaduto. Tra loro ci sono la saggista Susan Sontag, lo psicoanalista Bruno Bettelheim, il romanziere premio Nobel Saul Bellow, lo scrittore politico Irving Howe, lo storico John Morton Blum e la proprietaria di un night club parigino Ada "Bricktop" Smith..
Altri personaggi che appaiono attraverso filmati di repertorio e materiali d'archivio includono Charles Lindbergh, Al Capone, Clara Bow, William Randolph Hearst, Marion Davies, Charlie Chaplin, Josephine Baker, Fanny Brice, Carole Lombard, Dolores del Río, Adolf Hitler, Joseph Goebbels, Hermann Göring, James Cagney, Jimmy Walker, Lou Gehrig, Babe Ruth, Adolphe Menjou, Claire Windsor, Tom Mix, Marie Dressler, Bobby Jones e Papa Pio XI. Ognuna di queste figure pubbliche è stata rappresentata in filmati di cinegiornali originali ma molte sono state interpretate in modo impeccabile anche da attori che le somigliavano.
Nel tempo impiegato per completare gli effetti speciali del film, Allen completò Una commedia sexy in una notte di mezza estate (la cui produzione iniziò prima delle riprese di Zelig) e girò Broadway Danny Rose. Questo fu l'ultimo film della Orion Pictures ad essere distribuito dalla Warner Bros.

## Accoglienza
Opera tra le più apprezzate nella filmografia di Allen, sull'aggregatore di recensioni Rotten Tomatoes Zelig ha un indice di gradimento del 97% basato su 31 recensioni, con un voto medio di 8 su 10; il consenso critico del sito recita: "Ironicamente divertente, tecnicamente impressionante e, in definitiva, stimolante, Zelig rappresenta Woody Allen in completo controllo della sua arte".

## Riconoscimenti
- 1983 – Mostra internazionale d'arte cinematografica
  - Premio Pasinetti
- 1983 – New York Film Critics Circle Award
  - Miglior fotografia
- 1984 – Kansas City Film Critics Circle Awards
  - Miglior attrice non protagonista (Mia Farrow)
- 1984 – David di Donatello (premio)
  - Miglior attore straniero (Woody Allen)

## Citazioni di altre opere
Il camaleontico Zelig è in grado di trasformarsi in qualsiasi cosa; in una scena del film, essendo nelle vicinanze di un rabbino, immediatamente si trasforma in esso. Woody Allen aveva già subìto la stessa trasformazione nel suo film Prendi i soldi e scappa del 1969. In quest'ultimo film Woody Allen, in seguito all'iniezione di un farmaco, come effetto collaterale subisce questa inverosimile trasformazione. Inoltre sia al protagonista di Prendi i soldi e scappa sia a Zelig, nei rispettivi film, viene donata una chiave.
Altra opera rappresentativa del "camaleontismo" è Il camaleonte di Anton Čechov, nella quale un commissario di polizia impegnato a calmare un orefice morso da un cane cambierà idea molte volte a causa delle informazioni spesso divergenti dategli dagli altri personaggi.

## Influenza
Il titolo del film ha dato il nome a un famoso locale di cabaret milanese.